# Colonia San Pedro
Colonia San Pedro es una localidad situada en el departamento San Justo, provincia de Córdoba, Argentina.

## Historia
Fue fundada por Pedro y Cristóbal Mangini, inmigrantes provenientes de la localidad italiana de San Pietro D'Orzio, provincia de Bérgamo (Lombardía). Pedro Mangini llega con 18 años a la Argentina. Entran al país por Puerto Esperanza, provincia de Santa Fe. Al poco tiempo se establecen en la provincia de Córdoba, donde el 6 de junio de 1888 fundarían la Colonia de San Pedro.

## Geografía
Se encuentra situada a 293 km de la Ciudad de Córdoba y a muy pocos kilómetros de la laguna de Mar Chiquita.

### Población
Cantidad de viviendas habitadas 33.
Cuenta con 106 habitantes (Indec, 2010), lo que representa un incremento del 292% frente a los 27 habitantes (Indec, 2001) del censo anterior.
| Gráfica de evolución demográfica de Colonia San Pedro entre 1991 y 2010 |
|                                                                         |
| Fuente: Censos nacionales del INDEC                                     |

### Clima
El clima es templado con estación seca, registrándose una temperatura media anual de 25 °C aproximadamente. En invierno se registran temperaturas inferiores a 0 °C y superiores a 35 °C en verano.
El régimen anual de precipitaciones es de aproximadamente 800 mm.

## Economía
La principal actividad económica es la agricultura seguida por ganadería, siendo los principales cultivos la soja y el maíz.
La producción láctea y el turismo también tienen relevancia en la economía local. 
Existen en la localidad un dispensario, una escuela primaria, un puesto policial y un edificio comunal en el cual se efectúan gran parte de las funciones administrativas.
- Datos: Q8347992